# Lavumisa
Koordinaten: 26° 4′ S, 31° 34′ O
Lavumisa (auch: Gollel, eGolela) ist ein Ort in Eswatini. Er liegt im Südosten des Landes in der Region Shiselweni. Der Ort liegt etwa 180 Meter über dem Meeresspiegel an der Grenze zu Südafrika.

## Geographie
Lavumisa liegt im Tal des Pongola, in der Nähe des Pongolapoort-Stausees in Südafrika. Ein Teil des Stausees erstreckt sich bis auf das Gebiet von Eswatini. Die Flüsse Msuzwane und Zibe münden dort.
In Lavumisa laufen auch die beiden Fernstraßen MR8 und MR11 zusammen, setzen sich jedoch nur in einer einfachen Überlandstraße in eGolela in Südafrika fort. Bis dorthin verläuft auch eine Eisenbahnlinie.